# Ulf Preuss-Lausitz
Ulf Preuss-Lausitz (* 26. September 1940 in Sorau, Provinz Brandenburg, heute Żary, Polen) ist ein deutscher Erziehungswissenschaftler.
Seine Familie kam 1945 nach Süddeutschland. Er bestand 1960 in Schwäbisch Hall das Abitur und studierte an der Pädagogischen Hochschule Esslingen. Von 1962 bis 1964 unterrichtete er an einer Hauptschule in Eßlingen am Neckar, danach studierte er an der Universität Tübingen und an der Freien Universität Berlin, wo er 1969 den Abschluss Diplom-Soziologe erreichte.
1973 bis 1980 war er Professor an der Pädagogischen Hochschule Berlin. 1980 wurde er an der Universität Bremen nach erfolgreicher Verteidigung einer Arbeit über die Integration Behinderter in Regelschulen promoviert. Ab 1980 bis zu seiner Emeritierung im Jahr 2008 war er Professor für Schulpädagogik an der TU Berlin. Preuss-Lausitz hat sich vor allem um Modelle zur Integration behinderter und lernschwacher Schüler verdient gemacht. Ein weiterer Schwerpunkt seiner Forschung lag auf den Chancen von Jungen im Bildungssystem und den Spezifika der Jungenarbeit.

## Interview mit Preuss-Lausitz
- Interview mit Ulf Preuss-Lausitz. In: Frank J. Müller (Hrsg.): Blick zurück nach vorn – WegbereiterInnen der Inklusion Bd. 1. Gießen: Psychosozial-Verlag 2018, online ISBN 978-3-8379-2772-6,  ISBN 978-3-8379-7397-6. S. 227–244.